# Chloroclystis pyretodes
Chloroclystis pyretodes là một loài bướm đêm trong họ Geometridae.